# Nico Brüngger
Nico Brüngger, né le 2 novembre 1988, est un coureur cycliste suisse.

## Palmarès sur route
- 2012
  - 1re étape du Tour de l'Ardèche méridionale
  - 4e étape du Tour de Martinique
  - 2e du Tour de Martinique
- 2013
  -  Champion de Suisse de la montagne
  - 8eb étape du Tour de Martinique (contre-la-montre)
- 2014
  - GP Märwil
  - Martigny-Mauvoisin
  - 2e de Coire-Arosa amateurs
  - 2e du Championnat de Zurich
  - 3e de Silenen-Amsteg-Bristen
- 2016
  - 3e de Silenen-Amsteg-Bristen

## Classements mondiaux
| Année           | 2013 | 2014 | 2015 | 2016   |
| --------------- | ---- | ---- | ---- | ------ |
| UCI Europe Tour | 963e |      |      | 1 400e |